# Szósty rząd Izraela
Szósty rząd Izraela – rząd Izraela, sformowany 29 czerwca 1955, którego premierem został Mosze Szaret z Mapai. Rząd został powołany przez koalicję mającą większość w Knesecie II kadencji, po upadku poprzedniego rządu Szareta. Funkcjonował do 3 listopada 1955, kiedy to powstał rząd premiera Dawida Ben Guriona.